# Dora, New Mexico
Dora är en ort (village) i Roosevelt County i New Mexico. Vid 2010 års folkräkning hade Dora 133 invånare.